# Tistega lepega popoldneva
Tistega lepega popoldneva (TLP) je bila zabavna televizijska oddaja na RTV Slovenija, na sporedu ob nedeljah popoldan. Oddajo sta vodila Lado Bizovičar in Anja Križnik Tomažin, v zadnji sezoni pa je Anjo zamenjala Taja Zuccato. Skupaj je bila med letoma 2002 in 2007 posneta 201 oddaja, zadnja je bila na sporedu 17. junija 2007. Nasledila jo je oddaja NLP.
Oddaja je leta 2006 dobila dva viktorja: strokovnega Viktorja za najboljšo zabavno TV-oddajo in Viktorja popularnosti za najboljšo TV-oddajo.

### Voditelji rubrik:
Skozi zgodovino oddaje so v njej sodelovali mnoge znane in manj znane medijske osebnosti. Nekateri so svojo kariero začeli prav na TLP-ju. 
- Marjan Jerman - rubrika Nedeljsko oko
- Lorella Flego - rubrika o modi
- Esad Babačič - rubrika Šport in čas
- Marjana Grčman - rubrika Človeški faktor
- Franci Kek - rubrika Skrita kamera
- Jure Godler - kot profesor Godler
- Katja Černela  - rubrika Drobtinice
- Žiga Colja - avto rubrika Osmi potnik
- ... in mnogi drugi